# Кінь Леонардо
Кінь Леонардо да Вінчі — завершене, втрачене у XV столітті та відтворене наприкінці XX - на початку XXI століття велике скульптурне зображення коня роботи Леонардо да Вінчі, яке призначалося для кінної статуї міланського герцога Сфорца, що існувало за життя Леонардо лише у вигляді глиняної моделі. Починаючи з 1970-х років були зроблені спроби реконструкції задуму скульптора, втілені в глиняній моделі, потім відлитій у бронзі.